# Vstup Slovinska do Evropské unie
K vstupu Slovinska do Evropské unie došlo dne 1. května 2004. Šlo o dosud největší rozšíření Evropské unie, kdy k ní přistoupilo též Česko, Estonsko, Kypr, Litva, Lotyšsko, Maďarsko, Malta, Polsko a Slovensko.
Vstupu Slovinska do EU předcházelo referendum, v kterém se 60,23 % obyvatel vyslovilo 89,61% většinou pro vstup. Druhou otázkou tohoto referenda byl vstup země do NATO, který Slovinci podpořili 66,02% většinou.
1. ledna 2007 vstoupilo Slovinsko do Eurozóny.